# Simonetta Licastro Scardino
Simonetta Licastro Scardino (Lecce, 24 ottobre 1948) è una politica italiana.